# ماکسیم فولگنزی
ماکسیم فولگنزی (انگلیسی: Maxime Fulgenzy؛ زادهٔ ۲۶ ژوئن ۱۹۳۴) بازیکن فوتبال اهل فرانسه است.
از باشگاه‌هایی که در آن بازی کرده‌است می‌توان به باشگاه فوتبال المپیک مارسی و باشگاه فوتبال سدان اشاره کرد.
وی همچنین در تیم ملی فوتبال فرانسه بازی کرده‌است.